# Pikaia gracilens
Pikaia gracilens è uno dei cordati più antichi che si conoscano. Visse nel Cambriano medio, circa 505 milioni di anni fa, e i suoi resti sono stati rinvenuti nel giacimento di Burgess, in Canada.

## Descrizione

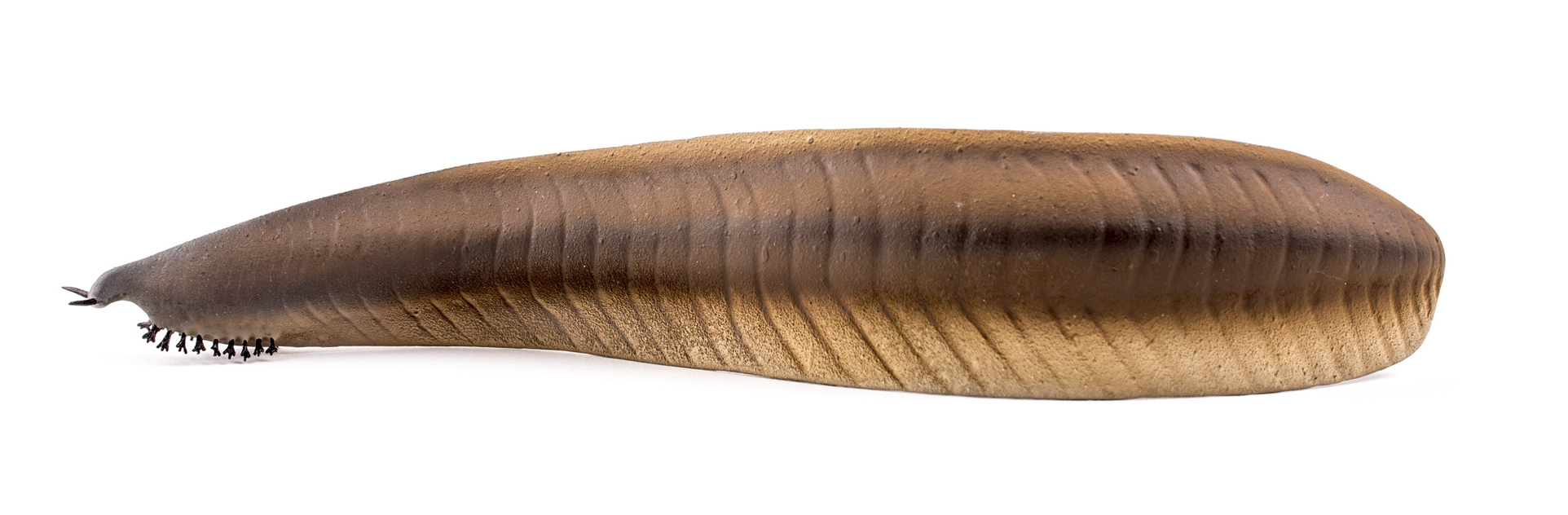
Pikaia gracilens - Ricostruzione al MUSE di Trento

Il corpo di questo organismo, lungo circa cinque centimetri, presentava notevoli somiglianze con quello dell'attuale anfiosso (Branchiostoma lanceolatum). Allungato, compresso lateralmente e dotato di fasci muscolari diagonali, il corpo era dotato di una struttura chiaramente visibile che lo percorreva dal capo all'estremità posteriore, con ogni probabilità una notocorda (una formazione rigida che dà il nome al nostro phylum, dalla quale si è originata la colonna vertebrale). La parte posteriore della Pikaia era espansa e appiattita, a formare una sorta di pinna con la quale probabilmente questo animale si muoveva attraverso l'acqua. La parte anteriore dei fossili presentava una sorta di capo distinto, dotato di due piccole protuberanze simili ad antenne, mentre altre piccole strutture, simili a barbi o pedicelli, erano presenti immediatamente dietro le antenne.

## Scoperta e classificazione
Descritto per la prima volta nel 1911 da Charles Doolittle Walcott, Pikaia fu per lungo tempo ritenuto un anellide. Questa convinzione si basava sull'interpretazione delle fasce muscolari note come miotomi, caratteristiche dei cordati, che Walcott ritenne essere le anulazioni tipiche dei lombrichi e dei loro parenti. Solo con la ridescrizione avvenuta nel 1979 da parte di Simon Conway Morris apparve chiaro come Pikaia fosse un cordato primitivo, probabilmente vicino alla linea evolutiva che condusse in seguito ai vertebrati.

## Parentele
Altri possibili cordati primitivi sono stati rinvenuti in strati ancora più antichi in Cina, negli strati di Maotianshan risalenti al Cambriano inferiore, circa 15 milioni di anni prima. Questi animali, come Myllokunmingia e Haikouella, erano probabilmente già cordati a tutti gli effetti.